# Lambaré
Lambaré est une ville du Paraguay située dans le département Central sur le río Paraguay et à la frontière argentine. Elle fait partie de l'aire urbaine de Gran Asunción et a été fondée en 1766.